# Dynamische wegmarkering
Dynamische wegmarkering is een term in de verkeerskunde om aan te geven dat de wegmarkering kan worden gewijzigd van een doorgetrokken streep naar een onderbroken lijn.

## Doel
De dynamische rijstrookmarkering moet ervoor zorgen dat het verkeer bij onder meer invoegingen op de juiste wijze invoegt op de hoofdrijbaan, dit kan onder meer door een (tijdelijke) verlenging van de invoegstrook. 
Ook bij een spitsstrook kan het dynamische systeem worden toegepast, namelijk door de belijning aan te passen en hierdoor aan te geven dat de spitsstrook 'open' is.

## Functioneren
Door invoering van dynamische wegmarkering kunnen de witte markeringsstrepen worden vervangen door lichtpuntjes in het wegdek die al naargelang de gewenste instelling kunnen worden geschakeld als een doorgetrokken streep of een onderbroken lijn. 

## Experimenten
- Dynamische markering is reeds in 2002 uitgetest op een weefvak op de A15 bij Papendrecht. Belangrijke conclusie uit dit experiment was dat het systeem nog niet de benodigde duurzaamheid en betrouwbaarheid had.
- Bij een proef in 2003 op de A44 werd vooral gekeken naar duurzaamheid en technische aspecten van een verbeterde versie van het systeem.
- In 2004 is gestart met de aanleg van dynamische rijstrookmarkering op de toerit Schaarsbergen van de A50 richting Apeldoorn. Deze proef met de dynamische rijstrookmarkering startte begin oktober en duurde tot de zomer van 2005.
- Eenzelfde soort proef vond vanaf november 2004 plaats op de Ring 's-Hertogenbosch bij de afslag Rosmalen.

## Toekomst
Het 'dynamische' systeem is momenteel alleen in de tijd dynamisch; de positie van de belijning is niet flexibel. Er bestaan ook plannen om de gehele rijbaan dynamisch in te delen, zodat een 2-strooks rijbaan tijdelijk 3-strooks wordt wanneer de verkeersintensiteit dit vraagt. Implementatie van dit type dynamische systemen zal wel nog even op zich laten wachten, omdat met name de overgangsituatie moeilijk te beheersen is, en verkeersveiligheidsproblemen met zich meebrengt.